# Kamjanka (Ismajil)
Kamjanka (ukrainisch Кам'янка; russisch Каменка Kamenka, rumänisch Tașbunar) ist ein im Budschak gelegenes Dorf im Südwesten der ukrainischen Oblast Odessa mit etwa 3400 Einwohnern (2001).

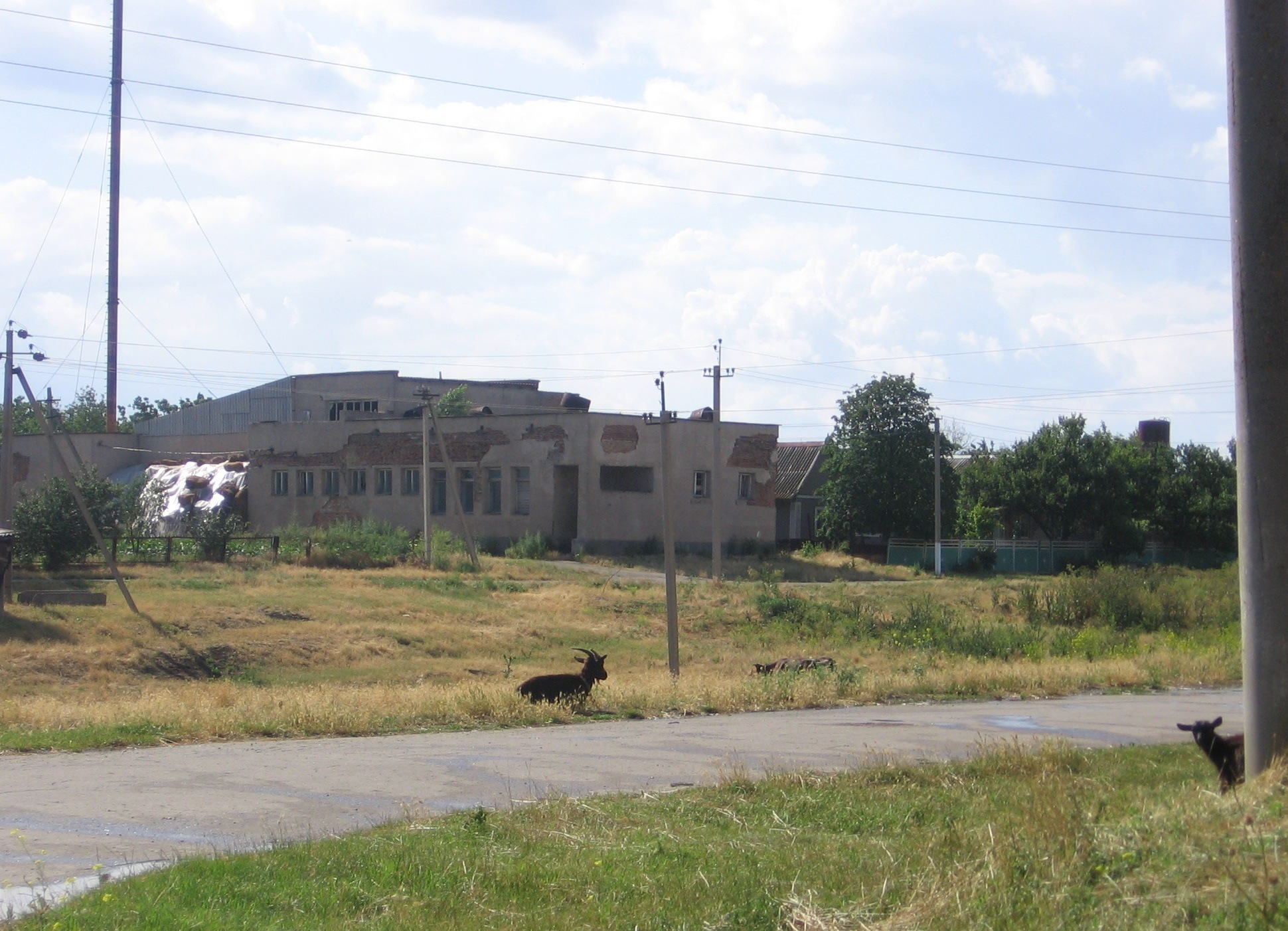
Blick ins Dorf

Die Ortschaft liegt am 43 km langen Taschbunar (Ташбунар) kurz vor dessen Mündung in den Katlabuh-See und an der Territorialstraße T–16–32 29 km nördlich vom Rajonzentrum Ismajil und etwa 215 km südwestlich vom Oblastzentrum Odessa. Östlich vom Dorf verläuft die Fernstraße M 15.
Am 14. November 1945 erhielt die Ortschaft, welche bis dahin den ukrainischen Namen Taschbunar (Ташбунар) trug ihren heutigen Namen.

## Geschichte
Das von bulgarischen Siedlern während des 7. Russisch-Türkischen Krieges 1811 gegründete Dorf wurde 1814 offiziell als Tașbunar registriert.
1825 hatte das Dorf 105 Haushalte mit 748 Einwohnern. Da jede bulgarische Siedlerfamilie 60 Hektar Land und eine 10-jährige Steuerbefreiung erhielt, siedelten sich zwischen 1828 und 1834 mehr als 35 Familien im Dorf an, betrieben zunächst vorwiegend Schaf- und Viehzucht und bauten Mais, Winterweizen, Gerste, Kohl, Tomaten, bulgarischen Pfeffer und Zwiebeln an. Aufgrund der günstigen Klimas vor Ort begannen die Siedler Weinberge und Obstgärten anzulegen und betrieben Seidenbau. 1853 hatte das Dorf bereits 146 Häuser, in denen 1111 Einwohner lebten.
Nach dem Frieden von Bukarest 1812 wurde das Dorf Teil des Gouvernements Bessarabien innerhalb des Russischen Kaiserreichs. Nach dem für Russland verlorenen Krimkrieg kam das Gebiet um das umliegende Cahul, Bolgrad und Ismail im Pariser Frieden 1856 an das Fürstentum Moldau,  musste jedoch nach dem folgenden Russisch-Osmanischen Krieg im Berliner Friedensvertrag von 1878 an Russland zurückgegeben werden. Nach der Oktoberrevolution verlor Russland Bessarabien, dass sich 1917 zur Moldauischen Demokratischen Republik erklärte und im gleichen Jahr freiwillig dem Königreich Rumänien anschloss.
Infolge des Molotow-Ribbentrop-Pakts wurde Bessarabien 1940 durch die Sowjetunion besetzt. Kamjanka gelangte in den Rajon Ismajil der Oblast Akkerman (ab dem 7. August 1940 Oblast Ismajil) in der Ukrainischen SSR. Zu Beginn des Deutsch-Sowjetischen Krieges kam die Ortschaft 1941 erneut an Rumänien. Nachdem die Rote Armee Bessarabien 1944 zurückerobert hatte, lag das Dorf wieder in der Oblast Ismajil, die 1954 in der Oblast Odessa aufging. 1945 erhielt das Dorf seinen heutigen Namen und 1991 wurde Kamjanka Teil der unabhängigen Ukraine.

## Verwaltungsgliederung
Am 12. Juni 2020 wurde das Dorf ein Teil der Landgemeinde Safjany; bis dahin bildete es zusammen mit dem Dorf Nowokamjanka (Новокам'янка) die Landratsgemeinde Kamjanka (Кам'янська сільська рада/Kamjanska silska rada) im Norden des Rajons Ismajil.